# Michael Brandl
Michael Brandl (* 15. September 1854 in Mitterlobming, heute Gemeinde Lobmingtal; † 9. Februar 1928 ebenda) war ein österreichischer Landwirt und Politiker (Deutsche Agrarpartei). Er war Abgeordneter zum Österreichischen Abgeordnetenhaus, Abgeordneter zum Steiermärkischen Landtag und Mitglied der Provisorischen Nationalversammlung.

## Leben
Brandl wurde als Sohn des Landwirts und Gemeindevorstehers Franz Brandl geboren. Er besuchte die einklassige Volksschule und leistete seinen Militärdienst als Hornist beim Feldjäger-Bataillon Nr. 9 ab. Dabei nahm er 1878 am Feldzug gegen Bosnien teil. Er arbeitete ab 1885 als Landwirt am Hauser-Hof in Mitterlobming. Er engagierte sich als Obmann der Murbodener Viehzucht-Genossenschaft in Knittelfeld und arbeitete auf lokalpolitischer Ebene als Gemeinderat in Mitterlobming. Er war in seiner Heimatgemeinde des Weiteren als Gemeindeausschussmitglied von Kleinlobming und Mitglied des Ortsschulrates aktiv. Brandl erhielt 1902 ein Mandat im Landtag Steiermark, das er bis 1918 innehatte, zudem trat er bei der Reichsratswahl 1911 im Wahlbezirk Steiermark 15 an, wo er sich in der Stichwahl gegen den Kandidaten der Christlichsozialen Partei durchsetzen konnte. Er gehörte dem Abgeordnetenhaus vom 17. Juli 1911 bis zu dessen Ende am 12. November 1918 an und war als Abgeordneter eines deutschen Reichsrats-Wahlbezirks vom 21. Oktober 1918 bis zum 16. Februar 1919 auch Mitglied der Provisorischen Nationalversammlung. Im Reichsrat war Brandl zunächst Mitglied des Klubs der Deutschen Agrarpartei im Deutschen Nationalverband, 1913 wechselte er wie die gesamte Landespartei der Deutschen Agrarier zum Deutschen Zentrum. Im Oktober 1918 wechselte er zur Deutschösterreichischen Unabhängigkeitspartei.
Brandl heiratete 1885 Agnes Pichler und wurde Vater von mindestens fünf Söhnen und fünf Töchtern. Sein Enkel Johann Schrotter wurde ebenfalls Politiker.